# Trần Diễn (nhà văn)
Trần Diễn (sinh 14 tháng 10 năm 1944) là một nhà văn công an Việt Nam, Đại tá Công an nhân dân Việt Nam, hội viên Hội Nhà báo Việt Nam và Hội Nhà văn Việt Nam, nguyên Giám đốc, Tổng biên tập Nhà xuất bản Công an nhân dân, Tổng biên tập Tạp chí Sách và đời sống.
Trần Diễn được độc giả Việt Nam biết đến với nhiều cuốn tiểu thuyết hình sự - tâm lý xã hội về đề tài Vì an ninh Tổ quốc và bình yên cuộc sống, thuộc số ít nhà văn Việt Nam viết về đề tài tình báo, phản gián, trinh thám (ở đề tài này Việt Nam có các tên tuổi như Phạm Cao Củng, Trần Diễn,...).

## Tiểu sử
Trần Diễn sinh năm 1944 tại Hà Nam, lớn lên tại Ninh Bình. Nhà văn Trần Diễn từng làm nhiều công việc khác nhau trước khi làm việc tại Nhà xuất bản Công an nhân dân. Tại Nhà xuất bản Công an nhân dân, ông làm biên tập viên, rồi lần lượt giữ cương vị Trưởng phòng, Phó Giám đốc rồi Giám đốc - Tổng biên tập Nhà xuất bản cho đến lúc nghỉ hưu vào năm 2005.
Trần Diễn đến với văn chương một cách tự nhiên, như một người có nhu cầu giãi bày tâm sự, ông viết từ những thúc bách của nghề nghiệp, từ những điều ông được chứng kiến, viết văn là cách hay nhất để ông có thể nói ra được những điều mình muốn nói. Ông được học qua hơn 10 trường lớp dài hạn, ngắn hạn với nhiều ngành nghề khác nhau, nhưng chưa từng học về văn chương.
Tháng 11 năm 2011, nhà văn Trần Diễn bị đột quỵ, liệt nửa người bên trái nhưng trí tuệ của ông không bị ảnh hưởng, ông vẫn đảm nhiệm chức vụ Tổng biên tập Tạp chí Sách và đời sống, lấy nhà riêng làm tòa soạn.

## Sự nghiệp văn chương
Tuy không được qua trường lớp, nhưng Trần Diễn đã có tới khoảng 15 đầu sách, tiểu thuyết, truyện ngắn, kịch bản phim các loại về đề tài tình báo, công an, an ninh trận tự. Trong nhiều năm, ông đã dành thời gian, công sức tìm hiểu nhiều vụ án lớn nhỏ, đi thực tế để thu nạp cho mình vốn sống, kinh nghiệm để có thể sáng tác về những đề tài này.
Nhà văn Trần Diễn vốn là một người nhạy cảm, rất hay xúc động và có tính hài ước. Hầu hết các cuốn sách của ông đều dày xấp xỉ khoảng 300 đến 500 trang, hầu hết đều có một kết thúc có hậu và nhân ái.

## Các tác phẩm

### Truyện ngắn
1. Mã số 07 (truyện ngắn phản gián, 1984), tác phẩm đầu tay hơn 200 trang, được Nhà xuất bản Quân đội nhân dân ấn hành với số lượng 40 nghìn bản. Ban đầu, tác phẩm có tên là "Viên bi tròn", sau đó, đổi thành "Viên bi số 7" và cuối cùng là "Mã số 07". Về sau, cuốn sách đã được tái bản, được dịch sang tiếng Trung và đăng tải toàn bộ trên Báo Sài Gòn Giải phóng bản Trung Văn.

### Tiểu thuyết
1. Cuộc truy tìm T72 (tiểu thuyết, 1986),[4] được tái bản 3 lần, với tổng lượng in lên tới 80 nghìn bản.
2. Đường dẫn đến tội lỗi (tiểu thuyết 1988)
3. Bức thư giải oan (tiểu thuyết 1989)[5]
4. Trùm phản chúa (tiểu thuyết 1990)[6]
5. Mihara-người bạn Nhật (tiểu thuyết 1990)[6]
6. Đứa con lạc mẹ (tiểu thuyết 1991)[7]
7. Hai người tìm nhau (tiểu thuyết, 1992)
8. Yêu người xứ lạ (tiểu thuyết 1992)
9. Chạy trốn qua đêm (tập truyện, 1994)
10. Trần Diễn -Tiểu thuyết (3 tập, 2003)
11. Phần đời còn lại
12. Người con di trú (2009)[8][9]
13. Tình án (tiểu thuyết, 2012, gần 700 trang)[10][11]

### Kịch bản phim
1. Người cận vệ (Kịch bản phim truyện,1990)[12]
2. Chàng kỹ sư và hai người tình (Kịch bản phim truyền hình,30 tập)
3. Cô gái chạy trốn (30 tập)

## Giải thưởng
- Giải B (giải nhì) cuộc thi viết về đề tài Vì an ninh Tổ quốc và bình yên cuộc sống do Hội Nhà văn Việt Nam và Bộ Công an trao tặng (năm 2005) cho tiểu thuyết Bức thư giải oan.
- Giải C (giải ba) cuộc thi viết về đề tài Vì an ninh Tổ quốc và bình yên cuộc sống do Hội Nhà văn Việt Nam và Bộ Công an trao tặng cho tiểu thuyết Đứa con lạc mẹ.[13]

## Quan điểm
| “ | Viết về đề tài Công an, nhưng tôi đi sâu vào lòng nhân ái, cái thiện trong từng nhân vật. Tôi muốn bạn đọc hiểu nhiều hơn về công việc của lực lượng trong CAND. Họ là những người rất thông minh, dũng cảm trong nhiều cuộc đấu trí với kẻ thù, để giành chiến thắng cuối cùng. Bên cạnh đó, là bài học cảnh giác cho mỗi người trước những âm mưu, thủ đoạn của đối phương luôn có ý đồ xấu đối với dân tộc ta, đất nước ta. | ” |

| “ | Người viết tiểu thuyết là dùng ngòi bút phân tích, chứng minh cái nhất của đời người: kẻ thù lớn nhất, tội lỗi lớn nhất, thất bại lớn nhất, ngu dốt lớn nhất, lỗi lầm lớn nhất, thắng lợi lớn nhất, tình yêu say đắm nhất … Mỗi nhà văn trong một hoặc hai, ba tiểu thuyết viết về một cái nhất. Riêng tôi thì cho rằng, cái nợ lớn nhất của đời người là tình cảm. Nợ thì phải trả. Điều đó cắt nghĩa tại sao những nhân vật của tôi dù làm cán bộ công chức, Công an, bộ đội hay cô gái bán bia trong nhà hàng karaoke… cũng được đối xử bao dung, nhân ái, vị tha để trả cái nợ, cái lỗi lớn nhất của đời người là tình cảm. Viết được điều ấy, chắc chắn, mỗi tác phẩm sẽ sống mãi với thời gian. Bởi, chữ tình duy trì cả thế giới. | ” |